# Железников Володимир Карпович
Володимир Карпович Железников (26 жовтня 1925, Вітебськ — 3 грудня 2015, Москва) — російський радянський дитячий письменник, кінодраматург. Лауреат Державної премії СРСР (1974, 1986). Заслужений діяч мистецтв Російської Федерації (1995).

## Життєпис
Володимир Карпович Железников — відомий дитячий письменник і кінодраматург. Народився в 1925 році. Батько був кадровим військовим, і тому сім'я часто змінювала місце проживання.
У 1957 році закінчив Літературний інститут імені О. М. Горького. Працював в журналі «Мурзилка». 

## Творчий шлях
Книги Володимира Карповича Железникова перекладені багатьма мовами світу, вони присвячені відносинам між людьми, проблем дорослішання, дитинству, отроцтва. Вони стали класикою вітчизняної дитячої літератури, входять до шкільної програми.
Перша його книга — «Різнокольорова історія» вийшла в 1960 році.
Письменник має здатність передавати гостроту і драматизм дитячого світосприйняття, коли дріб'язкове для дорослих подія може виростати в очах дитини до масштабів трагедії.
Оповідання «Космонавт» представляло СРСР в збірці оповідань письменників різних країн «Діти світу» (1962), підготовленій міжнародною редакційною колегією (видана в СРСР 1965 року).
Як кінодраматург дебютував в 1970 році фільмом «Срібні труби».
З 1988 року Железников був художнім керівником кіностудії «Глобус», яка знімає фільми для дітей.
Помер на 91-му році життя 3 грудня 2015 року. Похований на Троєкуровському кладовищі.

## Фільмографія
Сценарист:
- 1965 — «Мандрівник з багажем»
- 1970 — «Срібні труби»
- 1972 — «Нежданий гість»
- 1972 — «Дивак з п'ятого „Б“»
- 1978 — «Старомодна комедія»
- 1983 — «Опудало»
- 1983 — «Летаргія»
- 1984 — «Другий раз в Криму»
- 1984 — «Мій друг Сократик»
- 1986 — «Дуже страшна історія»
- 1987 — «Чоловічі портрети »
- 1989 — «Свій хрест»
- 1990 — «Спогад без дати»
- 1991 — «Божевільна Лорі»
- 1997 — «Маленька принцеса»
- 1999 — «Російський бунт»
- 2003 — «Ігри метеликів»
- 2009 — «Опудало 2»